# Eleccions generals espanyoles de 1916

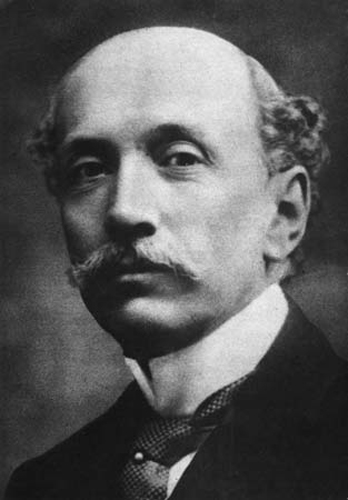
Dato, cap de govern durant la crisi de 1917

Eleccions generals espanyoles de 1916 foren convocades enmig de la Primera Guerra Mundial, en la que Espanya s'havia declarat neutral, sota sufragi universal masculí. En total foren escollits 409 diputats, i el partit més votat fou la coalició de les dues fraccions del Partit Liberal, dirigides per García Prieto i Romanones. El Partit Conservador va restar força lluny. També es presentà una Conjunció Republicano-Socialista, que aplegava els diferents partits republicans i el PSOE, però no pas els Radicals de Lerroux i la UFNR, que anaven encara plegades pel Pacte de Sant Gervasi
Fou elegit president del Congrés el liberal demòcrata Miguel Villanueva i president del Senat Manuel García Prieto. El cap de govern fou el comte de Romanones, però el gener de 1917 va dimitir a causa d'enfrontaments amb l'exèrcit, que havia creat Juntes de Defensa. Alhora, es va trencar el Partit Liberal en ser expulsats del partit Manuel García Prieto i Santiago Alba Bonifaz. El govern de García Prieto, successor de Romanones, es trencà i l'11 de juny de 1917 Eduardo Dato va formar un nou govern amb conservadors, però tenia una majoria inestable, cosa que provocaria la convocatòria de l'Assemblea de Parlamentaris. La vaga general de 1917, endemés, provocaria la dimissió de Dato el 3 de novembre de 1917. Es formà aleshores un govern de concentració nacional format per liberals, conservadors i la Lliga fins que es convocaren noves eleccions el 24 de febrer de 1918.
Com va passar a totes les eleccions durant la restauració borbònica a Espanya, el resultat va estar determinat per endavant («encasellat») gràcies al frau electoral sistemàtic portat a terme per la xarxa caciquil estesa per tot el territori. En aquestes eleccions, com a la resta, el govern que les convocava les guanyava, ja que en el règim polític de la Restauració els governs canviaven abans de les eleccions i no després com passava en els règims parlamentaris no fraudulents.

## Composició de la Cambra
| ← Eleccions generals espanyoles, 9 d'abril de 1916 → |        |                                                   |
| Partit                                               | Escons | Líder                                             |
| Partit Liberal i Liberal-Demòcrata                   | 203    | Comte de Romanones                                |
| Conservadors                                         | 88     | Eduardo Dato e Iradier                            |
| Conservadors mauristes                               | 17     | Antoni Maura i Montaner                           |
| Conjunció Republicano-Socialista                     | 13     | Roberto Castrovido Sanz                           |
| Lliga Regionalista                                   | 13     | Francesc Cambó                                    |
| Partido Reformista                                   | 12     | Melquíades Álvarez                                |
| Comunió Tradicionalista (jaumistes)                  | 9      | Enrique de Aguilera y Gamboa, marquès de Cerralbo |
| Conservadors ciervistes                              | 8      | Juan de la Cierva y Peñafiel                      |
| Coalició Republicana-Radical                         | 6      | Alejandro Lerroux                                 |
| Catòlics independents                                | 3      | Marquès de Santillana                             |
| Partit Integrista                                    | 2      | Manuel Senante y Martínez                         |
| Bloc Republicà Autonomista                           | 1      | Marcel·lí Domingo i Sanjuan                       |
| Nacionalistes republicans catalans                   | 1      | Francesc Macià                                    |
| Regionalistes castellans                             | 1      | Antonio Zumárraga Díez                            |
| Dinàstics bascos                                     | 1      | Luis de Urquijo y Ussía                           |
| Republicà català independent                         | 1      | Salvador Albert i Pey                             |

## Resultats per circumscripcions

### Catalunya
- Barcelona
  - Francesc Cambó i Batlle (Lliga Regionalista)
  - Carles de Camps i d'Olzinellas (Lliga Regionalista)
  - Josep Bertran i Musitu (Lliga Regionalista)
  - Josep Claret i Assols (Lliga Regionalista)
  - Magí Morera i Galícia (Lliga Regionalista)
  - Albert Rusiñol i Prats (Lliga Regionalista)
  - Antoni Albafull i Vidal (Lliga Regionalista)
  - Manuel Farguell i de Magarola (Lliga Regionalista)
  - Lluís Ferrer-Vidal i Soler (Lliga Regionalista)
  - Antoni Jansana i Llopart (Lliga Regionalista)
  - Bonaventura Maria Plaja i Tapis (Lliga Regionalista)
  - Hermenegildo Giner de los Ríos (Partit Republicà Radical)
  - Alejandro Lerroux García (Partit Republicà Radical)
  - Joan Salas i Anton (republicà)
  - Alexandre Bosch i Catarineu (Liberal)
  - Carles Padrós i Rubio (Liberal)
  - Manuel González i Vilart (Conservador)
  - Joaquim Sagnier i Villavecchia (Conservador)
  - Alfons Sala i Argemí, comte d'Égara (Unión Monárquica Nacional)
  - Josep Zulueta i Gomis (Partido Reformista)
- Girona
  - Joan Ventosa i Calvell (Lliga Regionalista)
  - Eusebi Bertrand i Serra (Lliga Regionalista)
  - Salvador Albert i Pey (republicà)
  - Juli Fournier i Cuadros (Partit Conservador)
  - Lluís Ballbé i de Gallart (Liberal)
  - Carles Cusí i de Miquelet (Liberal)
  - Eduardo Fernández del Pozo y del Río (republicà)
  - Pere Llosas i Badia (Comunió Tradicionalista)
- Lleida
  - Felip Rodés i Baldrich (Lliga Regionalista)
  - Josep Matheu i Ferrer (nacionalista independent)
  - Daniel Riu i Periquet (Liberal)
  - Emili Riu i Periquet (Liberal)
  - Vicent Sales i Musoles (Liberal)
  - Francesc Macià i Llussà (nacionalista independent)
  - Josep Llari i Areny (Partido Reformista)
  - Ricardo Ramos Cordero (Partit Conservador)
- Tarragona
  - Marcel·lí Domingo i Sanjuan (republicà)
  - Albert Dasca i Boada (Liberal)
  - Carles Maristany i Benito (Liberal)
  - Salvador de Samà i de Sarriera (liberal Romanonista)
  - Manuel Kindelán y de la Torre (Liberal-Demócrata)
  - Josep Nicolau i Sabater (Unión Monárquica Nacional)
  - Julià Nougués Subirà (republicà)
  - Antoni Maria de Veciana i Llari (Conservador

### Illes Balears
- Josep Socias Gradolí (Conservador)
- Josep Cotoner Allendesalazar, comte de Sallent (Conservador)
- Antoni Maura i Montaner (Conservador)
- Fernando Weyler Santacana (Liberal
- Alexandre Rosselló i Pastors (liberal romanonista)
- Frederic Llansó i Seguí (liberal romanonista)
- Carles Roman Ferrer (Izquierda Liberal)

### País Valencià
- Alacant
  - José Francos Rodríguez (liberal-demòcrata)
  - Alfonso de Rojas y Pascual de Bonanza (liberal-demòcrata)
  - Vicente Ruiz Valarino (liberal-demòcrata)
  - Manuel Ruiz Valarino (liberal-demòcrata)
  - Salvador Raventós Clivilles (liberal-demòcrata)
  - Carlos Regino Soler Mora (liberal-demòcrata)
  - Salvador Canals y Vilaró (Conservador)
  - José Jorro Miranda (Conservador)
  - Miguel Maura Gamazo (Conservador maurista)
  - Manuel González-Hontoria y Fernández Ladreda (liberal romanonista)
- Castelló
  - Vicente Cantos Figuerola (liberal-demòcrata)
  - Juan Navarro Reverter y Gomis (liberal-demòcrata)
  - Ramón Saiz de Carlos (liberal-demòcrata)
  - Luis Esteban y Fernández del Pozo (liberal)
  - Amós Salvador Sáenz y Carreras (liberal-demòcrata)
  - Emilio Santa Cruz Chordi (Aliança d'Esquerres)
  - Luis Manglano Palencia (Conservador maurista)
- València
  - Fèlix Azzati i Descalci (PURA)
  - Aniceto Llorente Arregui (republicà)
  - Rafael Comenge Dalmau (Liberal)
  - Francisco Escutia Greus (Liberal)
  - José García-Berlanga Pardo (Liberal)
  - Enrique Alcaraz Martínez (Liberal)
  - Vicente Garrigues Garrigues marquès de Castellfort (Liberal)
  - Ernesto Ibáñez Rizo (Liberal)
  - Eduardo Llagaria Ballester (Liberal)
  - José Sánchez-Ocaña Beltrán (Liberal)
  - Juan Izquierdo Alcaide (liberal romanonista)
  - Vicente Gimeno Rodríguez Jaen (liberal romanonista)
  - Luis García Guijarro (Comunió Tradicionalista)
  - Francisco Rubio Goula (liberal demòcrata)
  - Vicente Noguera y Aquavera (Conservador)